# Herpesviridae
Familia Herpesviridae face parte din grupa virusurilor ADN, cuprinzând 8 tipuri distincte de virusuri (HHV este acronimul în limba engleză pentru human herpes virus, adică virusul herpes uman): 
| Tipul de virus            | Denumire                                               | Tipul bolii determinate |
| ------------------------- | ------------------------------------------------------ | --- |
| HHV-1/HSV -1              | Virusul herpes simplex de tip 1                        | Herpes oral și/sau genital (predomină herpesul orofacial)                                                                                     |
| HHV-2/HSV2                | Virusul herpes simplex 2                               | Herpes oral și/sau genital (predomină herpesul genital)                                                                                       |
| HHV 3/VZV                 | Virusul varicelo-zoosterian                            | Vărsat de vânt |
| HHV 4/EBV                 | Virusul Eppstein Barr, limfocriptovirus                | Mononucleoză infecțioasă, limfomul Burkitt, PTLD (Post transplant lymphoproliferative syndrome), sindromul limfoproliferativ post-transplant. |
| HHV 5/CMV                 | Citomegalovirus                                        | Mononucleoza infecțioasă, retinită |
| HHV 6                     | Roseolovirus                                           | Roseola infantilă (exantem subit) sau "a sasea boala a copilariei"                                                                            |
| HHV7                      | Roseolovirus                                           | |
| HHV 8 (Rhadinovirus)/KSHV | Sarcomul Kaposi asociat herpes virusului               | Sarcomul Kaposi, limfomul primar |
| Virusul B                 | CH - herpesvirusul cercopitec/ HS herpesvirusul simian | herpes la macaci |

## Structură
Toate virusurile din această familie au genomul format din ADN dublu-catenar de 120000–220000 nucleotide, capsidă proteică cu simetrie icosaedrică, anvelopă virală bistratificată formată din lipide.

### Genele virale
Genele au o structură complexă, fiind grupate astfel:
- Secvență promotoare/reglătoare (promoter)
- Secvența TATA: 50–200 nucleotide
- Secvență de inițializare: 20–25 nucleotide
- Secvența ORF (open reading frame): secvență capabilă de codare a unei proteine
- Secvență 3' non translatată: 10–30 nucleotide
- Secvența A

Genele sunt grupate în patru grupuri principale, în funcție de participarea la sinteza proteică sau a ADN-ului:
1. α - gene imediat-premature (immediate-early genes): nu necesită sinteza anterioară a proteinelor virale;
2. β - gene premature (early genes): expresia este total independentă de sinteza anterioară a ADN-ului viral;
3. γ1 - gene parțial-tardive (partial-late genes): expresia este crescută prin sinteza ADN viral;
4. γ1 - gene adevărat-tardive (true-late genes): expresia este total dependentă de sinteza ADN-ului viral.[1]

## Infectarea celulei gazdă
Infecția are loc în mai multe etape:
- Atașarea de celula gazdă
- Penetrarea celulei gazdă
- Reglarea expresiei virale
- Metabolismul nucleotidelor virale
- Replicarea ADN viral
- Sinteza proteinelor virale, asamblarea virionului
- Afectarea intracelulară
- Apărarea împotriva mecanismelor organismului.

Infectarea începe cu atașarea la membrana celulei gazdă și penetrarea acesteia.Imediat are loc internalizarea virionului și migrarea ADN viral către nucleul celulei gazdă. Aici ADN-ul este supus unui proces de replicare si transcripție limitată, proces denumit LAT (latency associated transcript). În acest stadiu, virusul poate rămâne în celulă timp îndelungat, fără a declanșa infecția. Reactivarea virusului determină apariția unor simptome, determinate de moartea celulei gazdă: febră, dureri de cap, stare generală proastă, inflamarea ganglionilor limfatici.

## Herpesviridae la animale
- Subfamilia Alphaherpesvirinae
  - Genul Simplexvirus
    - Herpesvirusul 2 bovin: cauzează mamilita bovină și boala de piele pseudo-buloasă la bovine.
    - Herpesvirusul Cercopitecilor, cunoscut ca Herpes B virus: determină apariția herpesului la Macaci.

  - Genul Varicellovirus
    - Herpesvirusul 1 bovin: rinotraheită, vaginită, balanopostită, și avort la vaci.
    - Herpesvirusul 5 bovin: encefalită la vaci.
    - Herpesvirusul 1 caprinelor: conjunctivită și afecțiuni respiratorii la capre.
    - Herpesvirusul 1 porcin: pseudorabie.
    - Herpesvirusul 1 equin: avort la cai.
    - Herpesvirusul 3 equin: eczem coital la cai.
    - Herpesvirusul 4 equin: rinopneumonită la cai.
    - Herpesvirusul 1 canin: hemoragie severă la puii canidelor.
    - Herpesvirusul 1 al felinelor: rinotraheita felinelor, iar la pisici keratită.
    - Herpesvirusul 1 rațelor: enterita virală a rațelor.

  - Genul Mardivirus
    - Herpesvirusul 2 al gallinaceelor: sindromul Marek.

  - Genul Iltovirus
    - Herpesvirusul 1 al gallinaceelor: laringotraheita infecțioasă la păsări.
- Subfamilia Betaherpesvirinae
  - Herpesvirusul 2 al porcinelor: rinita porcinelor.
- Subfamilia Gammaherpesvirinae
  - Genul Rhadinovirus
    - Herpesvirusul 1 Alcelaphine: febra catarală malignă la bovine.
    - Herpes virusul 4 bovin
    - Herpesvirusul 2 equin: infecția cu citomagalovirus la equine.
    - Herpesvirusul 5 equin[2]